# Wilwerdange
Wilwerdange (lb. Wilwerdang, niem. Wilwerdingen) – wieś (Uertschaft) w północnym Luksemburgu, w kantonie Clervaux, w gminie Troisvierges. Do 3 października 2015 miejscowość leżała w dystrykcie Diekirch. Znajduje się tutaj najwyższy punkt Luksemburga - wzgórze Kneiff (560 m n.p.m.)